# هنري س. بورين
هنري س. بورين (بالإنجليزية: Henry C. Boren)‏ هو مؤرخ أمريكي، ولد في 10 فبراير 1921، وتوفي في 17 أكتوبر 2013 في بيتسبورو في الولايات المتحدة.